# Tiếng Bemba
Tiếng Bemba (hay ChiBemba, Cibemba, Ichibemba, Icibemba và Chiwemba) là một ngôn ngữ Bantu được sử dụng chủ yếu ở vùng đông bắc Zambia bởi người Bemba và là lingua franca của khoảng 18 dân tộc liên quan, bao gồm cả người Bisa ở Mpika và hồ Bangweulu và một số ít hơn ở Katanga thuộc Cộng hòa Dân chủ Congo, Tanzania và Botswana. Tiếng Bemba và các phương ngữ của nó còn là lingua franca ở Zambia, nơi người Bemba là sắc tộc đông đảo nhất. Tiếng Lamba, một ngôn ngữ có liên quan chặt chẽ với tiếng Bemba và một số người coi nó là một phương ngữ của tiếng Bemba. Ngôn ngữ này có trật tự câu SVO (chủ-động-tân).

## Lịch sử
Người Bemba là hậu duệ của cư dân vương quốc Luba, tồn tại ở nơi nay là tỉnh Katanga của Cộng hòa Dân chủ Congo và đông bắc Zambia.
Tiếng Bemba là một trong những ngôn ngữ được sử dụng rộng rãi nhất ở Zambia, được nói bởi nhiều người sống ở khu vực thành thị và là một trong bảy ngôn ngữ khu vực được công nhận của Zambia. Lingua franca của thủ đô Zambia Lusaka là một phương ngữ của tiếng Nyanja nhưng nó trộn lẫn nhiều từ và cách diễn đạt của tiếng Bemba.

## Phương ngữ
Tiếng Bemba có một số phương ngữ, nhiều phương ngữ Bemba được nói bởi một số bộ lạc đã bị mai một. Tiếng Twa của người Bangweulu là một phương ngữ khác của tiếng Bemba.
Có một dạng được gọi là Bemba Thành thị, với ngữ pháp thay đổi một chút và kết hợp nhiều từ mượn tiếng Anh và tiếng Sawhili, được sử dụng tại các thành phố lớn của Copperbelt.
Tiếng Bemba khá gần gũi với tiếng Shona, ngôn ngữ chính của người Zimbabwe. Một người nói tiếng Bemba sẽ hiểu cuộc trò chuyện của người nói tiếng Shona; mức độ thông hiểu chừng 80%-95%, và nói chung, chỉ có một ít từ vựng khác nhau.